# Саїд Бурятський
Саїд Бурятський (10 лютого 1982, Улан-Уде, Бурятська АРСР, РРФСР, СРСР — 2 березня 2010, Екажево, Інгушетія) — лідер бойовиків-ісламістів на Північному Кавказі та на півдні сучасної Росії. Був одним із найбільш розшукуваних осіб у Російській Федерації і вважався ідеологом ісламістських (джихадистських) повстанців у Чечні та в південній Росії. На Кавказі був відомий як місцевий відповідник Осами бен Ладена.

## Життєпис
Справжнє ім'я — Олександр Олександрович Тихомиров. Народився 10 лютого 1982 року в Улан-Уде — столиці Бурятської АРСР. Його батько був бурятом, а мати — росіянкою. Попри те, що виховувався у буддизмі, у віці 15 років прийняв іслам. Навчався у Мусульманському теологічному інституті в Оренбурзі, а згодом, у 2002—2005 роках, — у Каїрі та Кувейті.
Бурятський приїхав на Кавказ наприкінці 2007 або на початку 2008 року, де став важливим ідеологом Кавказького емірату. Критикував мусульман-суфістів і висловлювався проти командирів, які не погоджувалися із Доку Умаровим.
Ймовірно, Бурятський відповідав за відновлення бригади терористів-смертників «Ріядус-Саліхін», початково створеної чеченським польовим командиром Шамілем Басаєвим. Перебував під слідством через причетність до катастрофи поїзда «Невський експрес» у 2009 році, у якій 28 осіб загинули і 90 були поранені, проте ніколи не був притягнутий до судового процесу.
2 березня 2010 року був убитий в селі Екажево в Інгушетії в ході російської військової операції за участі Федеральної служби безпеки та сил Міністерства внутрішніх справ Росії. Прессекретар ФСБ заявив, що бійці служби знайшли завод з виробництва бомб у тій же будівлі, в якій загнали в кут інгушетських бойовиків.